# Куполи (Пескара)
Куполи (итал. Cupoli) је насеље у Италији у округу Пескара, региону Абруцо.
Према процени из 2011. у насељу је живело 34 становника. Насеље се налази на надморској висини од 513 м.